# トレッダウェイウラオビフタオシジミ
トレッダウェイウラオビフタオシジミ（Dacalana treadawayi）は、チョウ目（鱗翅目）アゲハチョウ上科シジミチョウ科に分類されるチョウの一種。フィリピン固有種。ウラオビフタオシジミ属はボルネオ特産種の D. lowii を除き、裏面に中央白線が走っている。インド北部からスンダランド、スラウェシ、フィリピンに約20種が知られていて、特にフィリピンで繁栄している。

## 分布
ミンダナオ島にのみ分布する。

## 形態
前翅長は約17 mm。今のところメスは未発見。本属はオス、メスを通じて非常に酷似した種が多く、また本種のようにメスが未発見の種があって同定にてこずるグループであるが、オス交尾器の相違とともに、よく観察すると翅表翅裏は種によって差異があるので、オスの場合は比較的区別がつく。

## 生態
稀な種で、年何回発生するのか不明である。

種名の語源：C.G.Treadaway氏に因む。